# フレディ・スチュワード
フレディ・スチュワード（Freddie Steward、2000年12月5日 - ）は、プレミアシップレスター・タイガースに所属するラグビーユニオン選手。

## プロフィール
- イングランド・イースト・デレハム出身[1]。
- ポジションはフルバック(FB)。
- 身長 196cm、体重 107kg
- U20イングランド代表に選ばれたことがある[2]。
- イングランド代表キャップは18（2023年8月現在）でラグビーワールドカップ2023のイングランド代表に選ばれた[3]。。

## 略歴
2019年、レスター・タイガースに加入。 

## 受賞歴
- ワールドラグビー男子15人制ドリームチーム:2022年[5]